# Kirsty MacColl
Kirsty Anna MacColl (10. oktober 1959 – 18. december 2000) var en engelsk sanger og sangskriver. Hun indspillede adskillige pop-hits i 1980'erne og 1990'erne, inklusive "There's a Guy Works Down the Chip Shop Swears He's Elvis" og en coverversion af Billy Braggs "A New England" og the Kinks' "Days". Hendes første single, "They Don't Know", fik succes på hitlisterne nogle år senere, da den blev indspillet i en coverversion af Tracey Ullman. MacColl indspillede også en række sang sange produceret af hendes daværende mand Steve Lillywhite, hvoraf "Fairytale of New York" af the Pogues er den mest berømte.
Hun var datter af folkmusikeren Ewan MacColl. Hun døde i 2000, da hun blev sejlet ned af en båd efter en dykkertur. Episoden satte gang i "Justice for Kirsty" da mange mente, at det ikke var den rette fører af båden der var blevet straffet, men i stedet én som var blevet betalt for at tage skylden.

## Diskografi
- Desperate Character (1981)
- Kite (1989)
- Electric Landlady (1991)
- Titanic Days (1993)
- Tropical Brainstorm (2000)
- Real (2023)